# Lewiston (Utah)
Lewiston é uma cidade localizada no estado norte-americano de Utah, no Condado de Cache.

## Demografia
Segundo o censo norte-americano de 2000, a sua população era de 1877 habitantes.
Em 2006, foi estimada uma população de 1652, um decréscimo de 225 (-12.0%).

## Geografia
De acordo com o United States Census Bureau tem uma área de
66,5 km², dos quais 66,2 km² cobertos por terra e 0,3 km² cobertos por água.

## Localidades na vizinhança
O diagrama seguinte representa as localidades num raio de 12 km ao redor de Lewiston.